# 143 (numero)
Centoquarantatré (143) è il numero naturale dopo il 142 e prima del 144.

## Proprietà matematiche
- È un numero dispari.
- È un numero composto con i seguenti divisori: 1, 11, 13, 143. Poiché la somma dei suoi divisori (escluso il numero stesso) è 25 < 143, è un numero difettivo.
- È un numero semiprimo.
- È un numero omirpimes.
- È la somma di tre numeri primi consecutivi, 143 = 43 + 47 + 53.
- È parte delle terne pitagoriche (24, 143, 145), (55, 132, 143), (143, 780, 793), (143, 924, 935), (143, 10224, 10225).
- È pari alla somma dei primi 10 numeri della successione di Fibonacci (da 1 a 55).
- È un numero a cifra ripetuta e un numero palindromo nel sistema di numerazione posizionale a base 12 (BB).
- È un numero colombiano nel sistema numerico decimale.
- È un numero congruente.

## Astronomia
- 143P/Kowal-Mrkos è una cometa periodica del sistema solare.
- 143 Adria è un asteroide della fascia principale del sistema solare.
- NGC 143 è una galassia spirale della costellazione della Balena.

## Astronautica
- Cosmos 143 è un satellite artificiale russo.